# Сьюдад-Саагун
Фрай-Бернардино-де-Саагун (исп. Fray Bernardino de Sahagún) или просто Сьюдад-Саагун (исп. Ciudad Sahagún) — город в муниципалитете Тепеапулько в мексиканском штате Идальго. Численность населения, по данным переписи 2010 года, составила 28 556 человек.

## История
Город основан в 1954 году. Назван в честь великого историка Мексики — францисканского монаха Бернардино де Саагуна.